# Congreso
Congreso è una stazione della linea A della metropolitana di Buenos Aires.
Si trova sotto all'avenida Rivadavia, tra gli incroci con le avenidas Callao e Entre Ríos, ai confini dei quartieri Monserrat, Balvanera e San Nicolás.
Il nome della stazione è dovuto alla vicinanza con il Palazzo del Congresso nazionale argentino.

## Storia
La stazione è stata inaugurata il 1º dicembre 1913 con il primo tratto della linea.
Nel 1997 la stazione è stata dichiarata monumento storico nazionale.
La stazione, pur essendo stata restaurata e ammodernata tra 2007 e 2008, mantiene comunque lo stile originale.

## Interscambi
Nelle vicinanze della stazione effettuano fermata diverse linee di autobus urbani e interurbani.
- Fermata autobus

## Servizi
La stazione dispone di:
- Biglietteria a sportello
- Biglietteria automatica